# Дроблення (біологія)

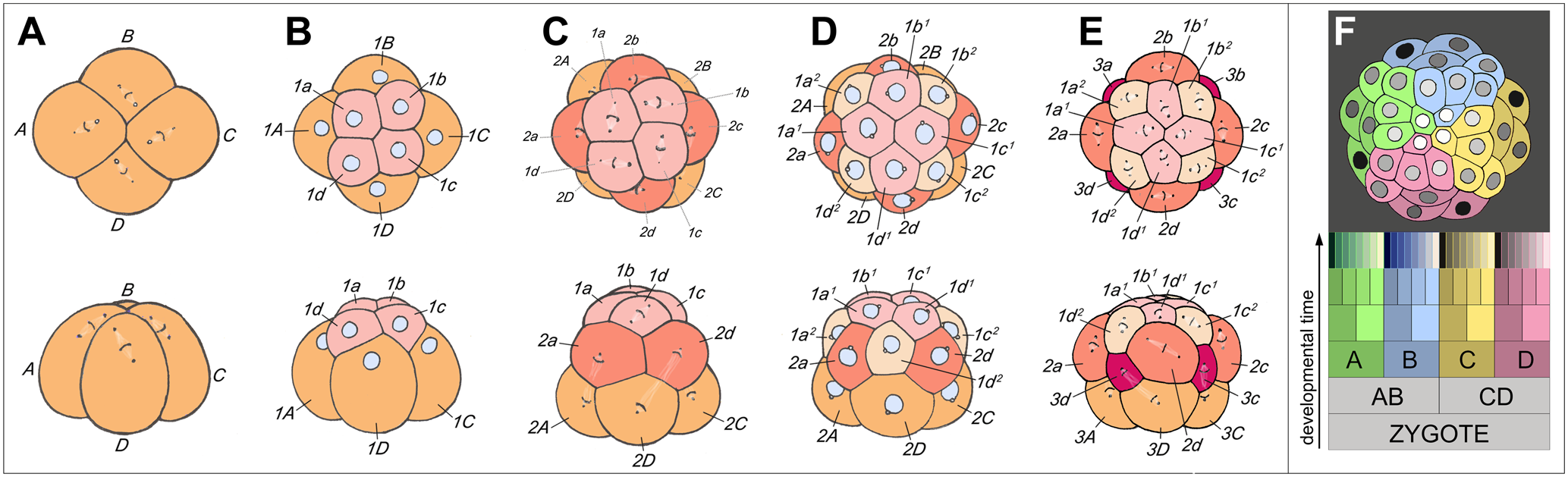
Дроблення черевоногого молюску Trochus

Дро́блення, зрідка дро́біння — серія мітотичних поділів зиготи, яка настає після запліднення, та в результаті якої кількість клітин —бластомерів— зародка зростає, проте маса не збільшується. У клітинному циклі ранніх бластомерів відсутня стадія G1: клітини лише подвоюють ДНК (S-фаза) та діляться (M фаза), не збільшуючи своїх розмірів, натомість, цитоплазма зиготи (переважну більшість якої становить ооплазма яйцеклітини) розподіляється між новоутвореними клітинами.
Після 4 послідовних мітотичних поділів (на стадії 16-ти клітин, 24=16) формується морула (від Morus, шовковиця). На цій стадії формування ембріона клітин стає достатньо для формування внутрішнього й зовнішнього шарів. Внутрішній шар формує так звану внутрішню клітинну масу, яка потім дасть основу ембріону, а зовнішній шар формує трофобласт, який сформує хоріон, що потім зливається з аллантоїсом у рептилій, амфібій та птахів, або сформує плаценту у ссавців.

## Ініціація дроблення
Для переходу від стадії запліднення до поділу клітин необхідна активація фактору стимуляції мітозу (англ. Maturation-promoting factor, MPF). MPF було відкрито 1971 року Йошіо Масуі (англ. Yoshio Masui) та Клемент Маркерт (англ. Clement Markert) як фактор, що призводить до активації ділення ооцитів жаби Rana pipiens. Незабаром було встановлено, що він наявний не лише в земноводних, а й у молюсків, морських зірок, мишей та людської клітинної лінії HeLa. Наприкінці 80х років XX ст. виявлено, що MPF складається з циклін-залежної кінази B-Cdk1.